# Rahsaan Patterson

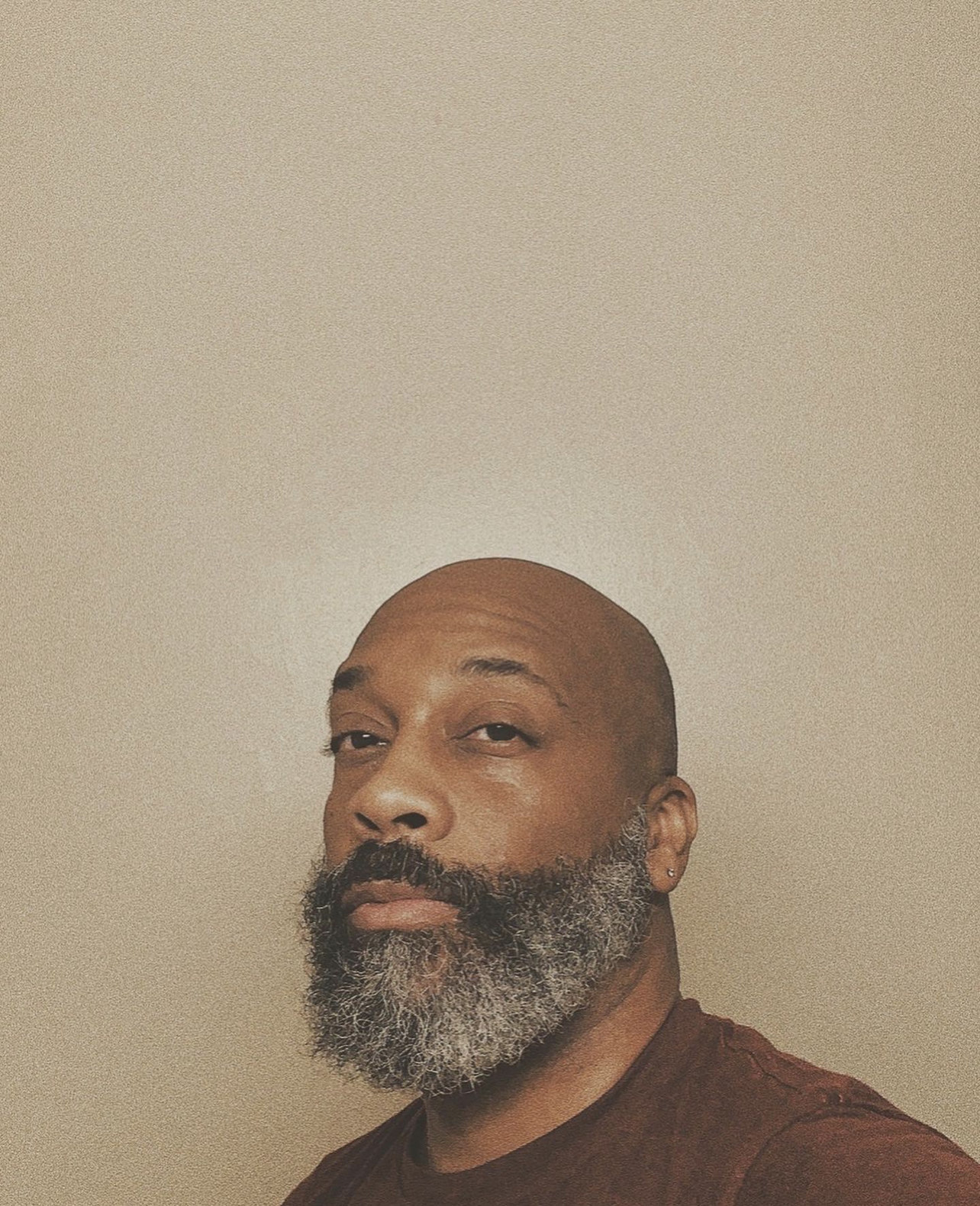
Rahsaan Patterson (2022)

Rahsaan Patterson (* 11. Januar 1974 in New York City, Vereinigte Staaten) ist ein US-amerikanischer R&B- und Soul-Sänger und Schauspieler.

## Karriere
Nachdem Patterson 1984 bei einer Talentshow seiner Schule aufgetreten war, sprach er für die Fernsehsendung Kids Incorporated vor. Er wurde als „The Kid“ besetzt und blieb für die nächsten Jahre Teil der Show, in der er an der Seite zukünftiger Stars wie Fergie, Renee Sands, Martika, Mario Lopez und Shanice auftrat. Danach sammelte er Erfahrungen als Background-Sänger für verschiedene Künstler (darunter auch seine „Kids“-Kollegin Martika) und steuerte Gesangsbeiträge zum gleichnamigen Album der Jazz-Band Colour Club von 1994 bei. Patterson schrieb auch Songs für andere Künstler:innen, beispielsweise Brandys mit Platin ausgezeichnete Top-5-Single Baby aus dem Jahr 1994 und Tevin Campbells Hit Back to the World von 1996.
1995 unterschrieb er einen Vertrag bei MCA Records und veröffentlichte zu Beginn des Jahres 1997 sein nach ihm benanntes Debütalbum Rahsaan Patterson. Dieses erreichte Platz 48 in den Billboard Top-R&B/Hip-Hop-Album-Charts. Aus dem Album wurden zwei Singles ausgekoppelt: Stop By und Where You Are, wobei Letztere Platz 53 in den Billboard Hot-R&B/Hip-Hop-Song-Charts erreichte. Obwohl das Album positive Kritiken von Musikkritikern erhielt, fand es beim Publikum nicht den erwarteten Anklang. Immerhin schaffte es die Single Where You Are auf den Soundtrack des Films Bulletproof von 1996.
Patterson machte sich an die Arbeit für sein Nachfolgealbum Love in Stereo, das Ende 1999 veröffentlicht wurde und bessere Kritiken als sein Vorgänger erhielt. Es erreichte Platz 51 der Billboard Top-R&B/Hip-Hop-Album-Charts, und zwei Singles, The Moment und Treat You Like A Queen, schafften es bis auf Platz 61 der Billboard Hot-R&B/Hip-Hop-Song. Zu Promotionzwecken für das Album tourte Patterson quer durch die Vereinigten Staaten und Europa. Obwohl Patterson und MCA Records mittlerweile getrennte Wege gingen, blieb er weiterhin aktiv, trat regelmäßig live auf, arbeitete als Studiosänger und steuerte sowohl zu Soundtracks wie beispielsweise Brown Sugar von 2002 als auch zu Compilation-Alben wie Steve Harvey’s Sign of Things to Come von 2002 Beiträge bei, während er parallel an seinem nächsten Album arbeitete.
Pattersons drittes Album After Hours wurde im April 2004 international veröffentlicht und erhielt positive Kritiken. Mit der Gründung seines eigenen Labels wurde After Hours Ende Oktober 2004 auch in den Vereinigten Staaten veröffentlicht. Das Album stieg auf Platz 65 der Billboard Top-R&B/Hip-Hop-Album-Charts ein. Die Singles So Hot, April’s Kiss und Forever Yours wurden ausgekoppelt, schafften es jedoch nicht in die Billboard-Charts.
Das vierte Album Pattersons, Wines & Spirits, wurde am 24. September 2007 veröffentlicht und erreichte Platz 42 in den Billboard Top-R&B/Hip-Hop-Album-Charts – seine bislang höchste Platzierung – sowie Platz 45 in den Independent Albums Charts. Die ausgekoppelten Singles Stop Breaking My Heart und Feels Good platzierten sich in den Billboard Hot-R&B/Hip-Hop-Song-Charts auf Rang 59 bzw. 76. Eine enge Freundin, die R&B-Sängerin Ledisi, auf deren Album Lost & Found Patterson ebenfalls zu hören ist, beschreibt sein künstlerisches Genie so: „Rahsaans größte künstlerische Stärke ist seine Fähigkeit, in seinen Aufnahmen und bei Live-Auftritten überaus ehrlich zu sein. Wenn ich ihn mit einem Wort zusammenfassen müsste, würde ich ihn ‚ungehemmt‘ nennen.“
Im August 2008 veröffentlichte Patterson ein Weihnachtsalbum mit dem Titel The Ultimate Gift. Im November desselben Jahres gewann er einen BET J Award als „Underground Artist of the Year“. Ebenfalls im Jahr 2008 tat sich Patterson mit dem in Australien geborenen Produzenten, Multi-Instrumentalisten und Songwriter Jarrad ‚Jaz‘ Rogers sowie der in Kopenhagen ansässigen Electro-Soul-Sängerin Ida Corr zusammen, um das in London beheimatete Alternative-Soul/Pop-/Funk-Trio SugaRush Beat Company zu gründen. Im Sommer 2008 veröffentlichte die Band ihr selbstbetiteltes Album über RCA (UK).
Nach der Veröffentlichung von Wines & Spirits setzte Rahsaan seine Tourneen durch die Vereinigten Staaten und im weiteren Ausland fort und arbeitete mit verschiedenen weiteren Künstler:innen zusammen. Am 14. Dezember 2010 wurde ein neuer Song mit dem Titel Easier Said Than Done bei iTunes veröffentlicht – ein langsamer Funk-Groove, der als Leadsingle seines neuen Albums gedacht war. Am 12. Februar 2011 trat er im B.B. King’s Blues Club vor ausverkauftem Haus auf; die Show erhielt begeisterte Kritiken.
Im Jahr 2019 veröffentlichte Rahsaan die Single Sent from Heaven, auf die am 17. Mai desselben Jahres sein neues Album Heroes & Gods folgte.
2021 erschien Heroes & Gods 2.0 (Reimagined).

## Diskografie

### Alben
- 1997: Rahsaan Patterson
- 1999: Love in Stereo
- 2004: After Hours
- 2007: Wines & Spirits
- 2008: The Ultimate Gift
- 2011: Bleuphoria
- 2019: Heroes & Gods
- 2021: Heroes & Gods 2.0 (Reimagined)

### Singles
- 1996: Stop By
- 1997: Where You Are
- 1997: Spend the Night
- 1999: Treat You Like a Queen
- 1999: The Moment
- 2000: It's Alright Now
- 2004: April's Kiss
- 2005: So Hot
- 2005: Forever Yours
- 2007: Stop Breaking My Heart
- 2008: Feels Good
- 2010: Easier Said Than Done
- 2011: 6 AM
- 2011: Feels Good (featuring Faith Evans & Shanice)
- 2019: Sent From Heaven
- 2020: Don't You Know That